# Xanthodes dinarodes
Xanthodes dinarodes är en fjärilsart som beskrevs av George Francis Hampson 1912. Xanthodes dinarodes ingår i släktet Xanthodes och familjen trågspinnare. Inga underarter finns listade i Catalogue of Life.